# Hudební znělka seriálu Simpsonovi

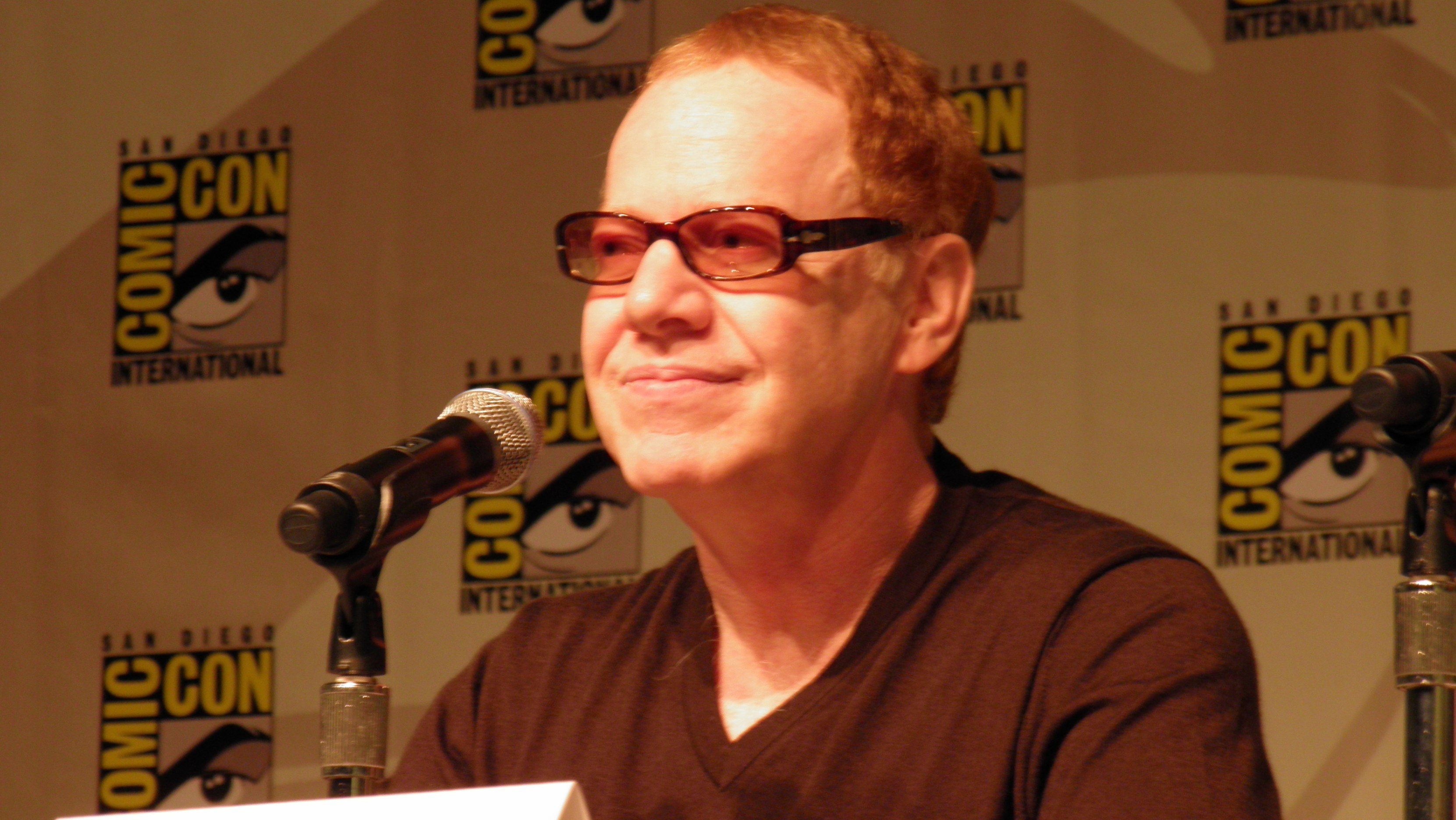
Danny Elfman, skladatel hudby ke znělce Simpsonových

Hudební znělka seriálu Simpsonovi je motiv objevující se v úvodu i závěru většiny epizod seriálu Simpsonovi i ve filmu Simpsonovi ve filmu.

## Úvodní hudba
Úvodní hudbu v úvodní znělce seriálu složil Danny Elfman v roce 1989. Elfman ji prohlásil za nejpopulárnější hudbu ve své kariéře, vytvářel ji 2 dny. Hudba byla přepracována během 2. řady a současné znění od Alfa Clausena bylo uvedeno na začátku třetí řady. Toto současné znění bylo mnohokrát upravováno pro různé délky znělek.

## Závěrečná hudba
Tatáž, ale mírně odlišně uspořádaná je závěrečná hudba seriálu v závěrečných titulcích. Původně existovaly dvě hlavní verze, druhá byla pro delší konec s nižší tóninou. Obě verze byly přepracovány pro 3. řadu a od 4. řady už byla užita takřka výhradně ta kratší, která byla ještě zkrácena v průběhu 6. řady. Delší hudba se ještě po 4. řadě objevila v hrstce epizod, ale většinou jen v titulcích, kde během první poloviny nehrála hudba ani neprobíhaly dialogy nebo video.

## Alternativní verze
Coververzi písně nahrála skupina Green Day pro film Simpsonovi ve filmu a vydala ji jako svůj singl. Umístila se jako 106. v žebříčku Billboard Hot 100, 19. v UK Singles Chart a 16. v UK Official Download Chart.